# 国立台中教育大学
国立台中教育大学（こくりつたいちゅうきょういくだいがく、繁: 國立臺中教育大學、英: National Taichung University of Education）は、台湾台中市に位置する中華民国の国立教育大学である。大学の略称は中教大。前身は日本統治時代に開校した台中師範学校であり、台湾中部の教師養成を中核を担う大学であった。2005年に国立大学に改編され現在に至っている。

## 歴史
日本統治時代
- 1901年 - 「台中師範学校」として開校
- 1928年4月 - 附属小学校を設置
- 1933年7月1日 - 「台中師範専門学校」と改称

中華民国時代
- 1945年12月 - 「台湾省立台中師範学校」と改称
- 1950年9月 - 「台湾省立師範専科学校」と改称
- 1963年8月 - 5年制国校師資科，夜間部を新設
- 1987年7月 - 「台湾省立台中師範学院」と改称。初等教育学系、語文教育学系、社会科教育学系、数理教育学系、幼児教育師資科を設置
- 1991年7月 - 「国立台中師範学院」と改称
- 1992年8月 - 初等教育研究所、幼児教育学系、美労教育学系を設置
- 1993年8月 - 音楽教育学系、特殊教育学系を設置
- 1995年8月 - 初等教育研究所を国民教育研究所と改称
- 1997年8月 - 教育測験与統計研究所を新設
- 1998年8月 - 体育学系、環境教育研究所を設置。数理教育学系を教育学系と自然科学教育学系に改編
- 2000年8月 - 諮商与教育心理研究所を新設
- 2004年8月 - 台湾語文学系、資訊科学系、課程与教学研究所、教学科技研究所、早期療育研究所を新設。国民教育研究所と教育学系を統合し国民教育学系を設置
- 2005年8月 - 「国立台中教育大学」と改称

## 組織
- 教育学院
  - 国民教育学系
  - 特殊教育學系
  - 幼児教育學系
  - 体育学系
  - 教育試験統計所
  - 環境教育研究所
  - 早期療育研究所
- 人文社会芸術学院
  - 言語教育学系
  - 社会科教育学系
  - 台湾語文学系
  - 英語教学系
  - 美労教育学系
  - 音楽教育学系
  - カウンセリング教育心理研究所

- 数理情報学院
  - 数学教育学系
  - 自然科学教育学系
  - 情報科学系
  - デンジタルコンテンツテクノロジー学系

## 主な出身者
- 劉家綸 - ソフトテニス